# Rodrigo Cota
Rodrigo Cota de Maguaque, född omkring 1430 i Toledo, död omkring 1498, var en spansk skald.
Cota är av stor betydelse för det spanska nationaldramats historia, som författare av Diálogo entre el Amor y un viejo, ett litet sceniskt mästerstycke på vers, som jämte Encinas Eclogos och Rojas La Celestina är den primitiva spanska teaterns tidigaste alster. Av den dialogiserade romanen La Celestinas 21 akter har första akten tillskrivits Cota, men litteraturforskare är därom av olika mening.
Däremot synes det nu bevisat, att Cota är författare till Coplas de Mingo Revulgo (omkring 1472), ett skarpt och våldsamt angrepp på Henrik IV:s och Johan II:s skandalösa hov och ett för tiden dyrbart dokument. "Diálogo entre el Amor" et cetera återfinns bland annat i "Cancionero general" (1511) av Fernando del Castillo och i Rivadeneiras "Colección de autores españoles", del II.